# Nagykakucs
Magyarkakucs más néven Nagykakucs falu Romániában, Bihar megyében.

## Fekvése
A Réz-hegység alatt, a Sebes-Körös bal partján, Élesdtől délkeletre, Ürgeteg és Kiskakucs közt, a Nagyvárad-Kolozsvári vasútvonal mentén fekvő település.
A falu határában sietve folyik a Sebes-Körös irányába a Dobricsonyi patak, valamikor még az 1970-es években két vízimalom  működött a patakon, a  falu felső vidékén a Dani malma, az alsó vidéken a patak torkolatánál a Samuka malma. A református temetőben mind a mai napig is megtalálható az egyik molnár sírköve, ami malomkőből készült.

## Története
Magyarkakucs a Gutkeled nemzetség ősi birtokai közé tartozó település. Nagykakucs, Kakucs nevét 1343-ban említette először oklevél Kakuch néven. 1435-ben Kakuch, 1552-ben Magyar Kakwch, 1808-ban Kakucs (Magyar-), 1888-ban Magyar-Kakucs, 1913-ban Nagykakucs néven írták.
A település a Gutkeled nemzetség ősi birtokai közé tartozott.
1450-ben Kakucs birtokosa az álmosdi Chyre család volt, előtte pedig Bátori Bereczk fiaié volt. Később a Thelegdy család kezére jutott, 1570-ben István és Miklós pereskedtek miatta.
1450-ben az álmosdi Chyre család volt a földesura, ezt megelőzően azonban a Báthori-család ősének, Báthory Bereczknek fiaié volt.
Később a Telegdy család kezére jutott, s 1570-ben az e családból származó István és Miklós pereskedtek miatta.
1851-ben Fényes Elek írta a településről:
Bihar vármegyében, a Sebes-Körös gyönyörű völgyében: 300 református, 138 óhitü lakossal, két anyaegyházzal, 12 egész urbéri telekkel. Határa e vidéken a legtermékenyebbek közé tartozik.
A 20. század elején Zichy Ödönnek volt itt nagyobb birtoka.
A trianoni békeszerződés előtt a település Bihar vármegye élesdi járásához tartozott.
1910-ben 545 lakosából 247 magyar, 298 román volt. Ebből 9 római katolikus, 232 református, 297 görögkeleti ortodox volt.
A trianoni békeszerződés előtt Bihar vármegye Élesdi járásához tartozott.
Magyarkakucs lakosai földművelő emberek voltak (gabonaféléket, búza, kukorica, burgonya, és kisháztáji zöldségeket termesztettek, az 1900-as évek elejétől kevés szőlő- és gyümölcstermesztéssel is foglalkoztak.) Állattenyésztésben a szarvasmarha szinte minden háznál megtalálható volt. A környék vadontermő növénye a sóska, Körösréven ezért a kakucsiakat "sóskásoknak" nevezték.
1969-től az elektromos áramot is bevezették. A lakosság zöme az esküllői téglagyárban dolgozott, majd az élesdi cementgyárban.
A magyar lakosság elvándorlása az 1970-es években kezdődött, de a legtöbben 1990 után hagyták ott a falut. Jelenleg a magyar lakosság évről évre fogy, a helyüket román lakosok veszik át.
1989-ig létezett anyanyelvi-magyar oktatás Barabás Anna tanítónéninek köszönhetően. Jelenleg csak román nyelven folyik oktatás. Kiemelkedő a falusi iskola, mely 1896-ban épült.

## Nevezetességek
- Református templom - Magyarkakucs ősi kis temploma románkori, melyet 1893-ban alakítottak át. Ipolyi Arnold magyar mitológiája is foglalkozott ezzel a kis templommal, amely egy néprege szerint "egyike annak a kilenc kis templomnak, melyet a révi sziklavárban lakozó hatalmas tündér parancsára, egy tündérlány, társnői segítségével egy éjszaka alatt épített, és hogy e nagy munkát ilyen rövid idő alatt elvégezhessék, csupa ilyen apró templomot építettek".
- A templomot 1034-ben alapították. Ennek bizonyítéka a 2007 márciusában a templom felújításakor megtalált, befalazott szelencében lévő levél. Ebben az 1934. április 20-án kelt levélben a templom akkori református lelkésze, Gyökössy József üzent a késői korok gyermekeinek. A levél hátoldalán áll:  "1934 évben volt 900 éves a templomunk".
- Igazi látványosság az 1890 körül épült vertfalú ház a falu központjában. Jelenleg Domján János tulajdona. Ugyanitt még a patkoló kovácsműhely nyomai is láthatók.
- Látványosság a falusi iskola, amely az 1800-as évek végén épült.
- A tölgyfás, ami a hajdani erdőkre emlékeztet, a patak völgye gyönyörű turisztikai élmény.
- A falu bőven rendelkezik egyedi gasztronómiai ínyencségekkel, vendégszerető kedves emberek az itteniek.
- Néprajzi értékekben gazdag a falu és hagyományőrző, kutatóknak és műkedvelőknek egyaránt ajánlott elmélyedni ebben a színes kultúrában. Festői szépsége sok művészt inspirál, minden évszakban, a szépség örök. Túrázóknak és pihenni vágyóknak ajánlott ez a "béke szigete", megújult erővel és feltöltve távozik innen az ember.

## Híres szülöttei
- 1939. október 4: Aniszi Kálmán író, újságíró.
- 1963: Dr Barabás Gabriella gyermekorvos
- Aniszi Gyöngyi (1963) matematikatanár,
- Barabás Viola Éva (1962. október 1.) matematikatanár,
- Dan Dorel képzőművész,
- Domján Ferenc( 1958)) mérnök,
- Negrut Nicolae fogorvos
- Matisz János fogorvos
- Barabás István villamosmérnök
- Mester Sándor (1963) informatikus mérnök
- Vana Ecaterina agrárkutató mérnök

## Testvértelepülés
- Kakucs Magyarország